# Molophilus (Molophilus) bidigitifer
Molophilus (Molophilus) bidigitifer is een tweevleugelige uit de familie steltmuggen (Limoniidae). De soort komt voor in het Palearctisch gebied.